# Kleisoura
Eine Kleisoura (altgriechisch κλεισούρα ‚Umgrenzung‘, ‚Klause‘) bezeichnete im Byzantinischen Reich einen befestigten Gebirgspass und den ihn beschützenden militärischen Grenzbezirk.
Ab dem 7. Jahrhundert wurde der Begriff allgemeiner für die Bezirke an den Grenzen der Themata benutzt, besonders entlang der byzantinischen Ostgrenze zum islamischen Kalifat entlang der Taurusgebirge-Antitauruslinie (im Westen war anfangs nur das Thema von Strymon eine Kleisoura).
Eine Kleisoura oder Kleisourarchia war ein unabhängiges Kommando unter dem Befehl eines Kleisourarches (Altgriechisch: κλεισουράρχης). Nach und nach wurden fast alle Kleisourai in den Status von Themata erhoben, so dass der Begriff ab dem 10. Jahrhundert außer Gebrauch kam (in spätbyzantinischer Zeit hatte Droungos eine ähnliche Bedeutung).
Das islamische Gegenstück zu den Kleisourai war in Syrien und Mesopotamien der al-Thughūr.